# Roger Chapman
Roger Maxwell Chapman (født 8. april 1942 i Leicester ), også kendt som Chappo, er en engelsk rock- sanger.  Han er bedst kendt som medlem af det progressive rockband Family, som han dannede sammen med Charlie Whitney i 1966, men også rock, R & B- bandet Streetwalkers, der blev dannet i 1974. Hans idiosynkratiske sceneoptræden og vokalvibrato bidrog til, at han blev en kultfigur på den britiske rockscene. Det hævdes, at Chapman har sagt, at han forsøgte at synge som både Little Richard og hans idol Ray Charles . Siden begyndelsen af 1980'erne har han tilbragt megen af sin tid i Tyskland og har lejlighedsvis optrådt der og andre steder.
I Tyskland blev han tildelt en kunstner livstidspræmie i 2004. 

## Historie
Chapman var oprindelig vokalist for Farinas, der udgav singlen "You'd Better Stop" b / w "I Lik e It Like That" i august 1964. Han fortsatte i The Roaring Sixties og blev senere omdøbt til Family i 1966. I 1967 blev den første single udgivet, "Scene Through the Lens Eye", der anses for en psykedelisk klassiker. Chapman skrev de fleste af Familys sange med Charlie Whitney, og deres debutalbum Music in a Doll's House blev udgivet i 1968. Deres bluesy, eksperimentelle rockmusik gav dem et ry som et progressivt undergrundsband .
Frigivelsen af Family Entertainment (1969), A Song for Me (1970) og Anyway (1970) etablerede Family som et hurtigt og højtspillende rockband, der også var i stand til at producere intens akustisk musik til den britiske undergrundsmusikscene, på dette tidspunkt . Deres single The Weaver's Answer fra albummet Family Entertainment blev et hit i 1969. Den 28. august 1970 optrådte de på den tredje Isle of Wight-festival. Selvom bandet var populært i England og Europa, fik det ikke succes i USA, og i 1973 opløstes det.
Chapman dannede Chapman-Whitney med Whitney, sent i 1973. De indspillede et album Chapman Whitney Streetwalkers (1974) med et line-up med andre tidligere medlemmer af Family og King Crimson samt Nicko McBrain, nu trommeslager i Iron Maiden. Chapman og Whitney omdøbte deres band til Streetwalkers, som var et poleret albumorienteret rockband., Det udgav Downtown Flyers (1975) og fortsatte med at indspille det tunge album Red Card (1976)  som blev udgivet i England i 1976 og stadig er et meget respekteret album blandt musikfans og musikpressen. Yderligere to albums fulgte, før bandet blev opløst i 1977.
I 1979 startede Chapman en solokarriere og indspillede sit første soloalbum Chappo. Hans backing-band på dette tidspunkt blev kendt som The Shortlist , og han turnerede i hele Europa med dette, som inkluderede guitaristen Geoff Whitehorn.. Mike Oldfields sang " Shadow on the Wall " fra albummet Crises (1983) inkluderede Chapman på vokal og blev en stor hit. Han optrådte som gæsteartist på det andet Box of Frogs- album Strange Land (1986) og sang hovedvokalen på to sange. Chapman fortsatte med at optage Walking the Cat (1989) og Hybrid og Low Down (1990).
Siden da har Chapman udgivet elleve albums med nye sange og liveoptagelser. Hans album Hide Go Seek (2009) blev produceret af Jim Cregan og udgivet i løbet af maj 2009. Hans optræden lørdag 21. august 2010 på Rhythm Festival blev faktureret som: "Afskedskoncerten fra Roger Chapman & The Shortlist".
Den 2. Februar 2013 blev Family genforenet i Shepherds Bush Empire, London. Her bestod det af Roger Chapman, Poli Palmer, Rob Townsend og Jim Cregan samt gæstemusikere fra Chapmans Band, Paul Hirsh, John Lingwood, Nick Payn, Gary Twigg og Geoff Whitehorn. Koncerten blev hurtigt udsolgt, hvorefter der blev programsat en ekstra koncert den følgende dag. I 2014 - 2016 foretog Family hvert år nogle få optrædener, især på festivaler i England og Italien.

## Diskografi

### Family

#### Studiealbums
- Music in a Doll's House (UK & US Reprise, 1968)
- Family Entertainment (UK & US Reprise, 1969)
- A Song for Me (UK & US Reprise, 1970)
- Anyway (UK Reprise & US United Artists, 1970)
- Fearless (UK Reprise & US United Artists, 1971)
- Bandstand (UK Reprise & US United Artists, 1972)
- It's Only a Movie (UK Raft & US United Artists, 1973)

### Streetwalkers

#### Albums
- Streetwalkers Reprise K 54017 (1974)
- Downtown Flyers Vertigo 6360 123, Mercury LP SRM-1-1060 (US) (1975)
- Red Card Vertigo 9102 010, Mercury SMR-1-1083 (US), Repertoire REP 47-WP (CD) (1976)
- Vicious But Fair Vertigo 9102 012, Mercury LP SRM-1-1135 (US) (1977)
- Streetwalkers Live Vertigo 6641-703 (1977)
- Bedst af Streetwalkers CD, CA, LP Vertigo 846-661 (1990)
- BBC Radio One Live CD Windsong (1995)

#### singler
- "Roxianna" b / w "The Crack" Reprise K 14357 (1974) - frigivet som Chapman Whitney Streetwalkers
- "Raingame" b / w "Miller" Vertigo 6059 130 (1975)
- "Daddy Rolling Stone" b / w "Hole in Your Pocket" Vertigo 6059 144 (1976)
- "Chilli Con Carne" b / w "Men du er smuk" Vertigo 6059 169 (1977)

### Solo

#### Albums
- Chappo (1979)
- Live i Hamborg (1979)
- Mail Order Magic (1980)
- Hyenas Only Laugh For Fun (1981)
- The Riffburglar Album (Funny Cider Sessions) (1982)
- Han var. . . Hun var. . . Du var. . . Vi var. . . (Dobbelt, Live) (1982)
- Swag (som Riffburglars) (1983)
- Mango Crazy (1983)
- The Shadow Knows (1984)
- Lynlås (1986)
- Techno Prisoners (1987)
- Live i Berlin (1989)
- Walking The Cat (1989)
- Strong Songs - The Best Of ... (1990)
- Hybrid og Lowdown (1990)
- Kick It Back (UK-samling) (1990)
- Under No Obligation (1992)
- King of the Shouters (1994)
- Kiss My Soul (1996)
- En forbløffelse? (1998)
- Antologi 1979–98 (1998)
- In My Own Time (live) (1999)
- Rollin '& Tumblin (live) Mystic (2001)
- Chappo-The Loft Tapes, bind 1: Manchester University 10.3.1979 Mystic (2006)
- Chappo-The Loft Tapes, bind 2: Rostock 1983 Mystic (2006)
- Chappo-The Loft Tapes, bind 3: London Dingwalls 15. april 1996 Mystic (2006)
- Chappo-The Loft Tapes, bind 4: Live på Unca Po's Hamburg 5.3.1982 Mystic (2006)
- One More Time For Peace Mystic (2007)
- Hide Go Search Hypertension Records (2009)
- First Cut: Chapman-Whitney Streetwalkers, digital genudgivelse Mystic Records (2010)
- Maybe the last time (live 2012)

#### singler
- "Imbecile" (1979) Mike Batt med Roger Chapman. Fra albummet Tarot Suite.
- " Shadow on the Wall " (1983) Mike Oldfield med Roger Chapman
- "How How How" (1984)

- På Rockpalast Wienerworld (2004)
- Familie & venner Angel Air (2003)